# CEP135
CEP135‏ (Centrosomal protein 135) هوَ بروتين يُشَفر بواسطة جين CEP135 في الإنسان.